# Adolescente delle caverne (film 2002)
Adolescente delle caverne è un  film di fantascienza del 2002, diretto da Larry Clark.

## Trama
Ambientato in un futuro post-apocalittico, alcuni superstiti ad un'epidemia che ha decimato l'umanità vengono ripudiati dal loro villaggio. Incontreranno alcuni abitanti di una strana città che si sono trasformati in mutanti.

## Serie
Fa parte della serie di film per la TV prodotta dalla Cinemax nel 2001, denominata Creature Features (Le creature del brivido in Italia), che comprende anche i titoli:
- Lei, la creatura (She Creature)
- La vendetta del ragno nero (Earth vs. the Spider)
- Il mostro oltre lo schermo (How to Make a Monster)
- Il giorno in cui il mondo finì (The Day the World Ended)